# Kwiecień 2025

## 29 kwietnia
- 22 osoby zginęły, a trzy zostały ranne w wyniku pożaru, który wybuchł w restauracji w Liaoyang w Liaoning w Chinach[1].

## 28 kwietnia
- Liberalna Partia Kanady wygrała wybory parlamentarne w Kanadzie[2].
- W Hiszpanii doszło do poważnej awarii zasilania sieci elektrycznej, której skutki dotknęły też sąsiednie kraje[3].

## 27 kwietnia
- Rock and Roll Hall of Fame ogłosiło nazwiska osób przyjętych do galerii sław w 2025 roku, wśród których znaleźli się angielska grupa Bad Company, amerykańskie grupy Outkast i Soundgarden, artystki Cyndi Lauper i Carol Kaye oraz wiele innych[4].
- Zakończył się XIX Zjazd Związku Harcerstwa Rzeczypospolitej w trakcie którego Przewodniczącą ZHR została hm. Anna Malinowska, Naczelniczką Harcerek – hm. Katarzyna Kańczugowska, a Naczelnikiem Harcerzy – hm. Marcin Mucha[5].

## 26 kwietnia
- Dziesiątki zabitych i ponad tysiąc rannych w wyniku eksplozji w porcie morskim, w irańskim mieście Bandar-e Abbas[6].
- W Kanadzie kierowca wjechał samochodem w tłum na festiwalu w Vancouver, zabijając kilkanaście osób[7].
- Na placu św. Piotra w Watykanie odbyła się pogrzebowa msza święta papieża Franciszka, w której uczestniczyło 250 tys. osób, w tym ponad 130 przywódców świata. Przewiezienie jego ciała do Bazyliki Matki Bożej Większej,  oglądało około 150 tys. zgromadzonych wzdłuż trasy przejazdu[8][9][10][11].

## 24 kwietnia
- Chiński program kosmiczny: Statek kosmiczny Shenzhou 20 pomyślnie wystartował z Centrum Startowego Satelitów Jiuquan w Chinach. Na jego pokładzie znalazło się trzech astronautów wysłanych na 6-miesięczną misję, której celem było zainstalowanie ochrony przed kosmicznymi śmieciami na stacji kosmicznej Tiangong oraz przeprowadzenie eksperymentów naukowych na temat promieniowania słonecznego i kosmicznego na płazińcach[12][13].
- Archeolodzy z Uniwersytetu Barcelońskiego potwierdzili, że pozostałości odkryte w Valls w Katalonii odpowiadają starożytnemu iberyjskiemu miastu Cissa, pod którym rozegrała się  ważna bitwa podczas II wojny punickiej[14].

## 22 kwietnia
- W okolicy miasta Pahalgam, na terytorium Dżammu i Kaszmir, rebelianci zaatakowali turystów, zabijając co najmniej 26 osób i raniąc 17 kolejnych[15].

## 21 kwietnia
- Papież Franciszek zmarł o godzinie 7:35 w Domu Świętej Marty, gdzie mieszkał[16].

## 20 kwietnia
- Sonda kosmiczna Lucy przeleciała niecały 1 tys. km od niewielkiej planetoidy (52246) Donaldjohanson, zmierzając ku planetoidom trojańskim Jowisza[17].

## 16 kwietnia
- Zespół badawczy z University of Cambridge ogłosił, że Kosmiczny Teleskop Jamesa Webba wykrył siarczek dimetylu – związek chemiczny, który jest na Ziemi wytwarzany przez organizmy żywe – na egzoplanecie K2-18b, oddalonej od Ziemi o ok. 124 lata świetlne[18].
- Po raz pierwszy od odkrycia gatunku w 1925 roku sfilmowano kałamarnicę kolosalną w południowej części Oceanu Atlantyckiego. Młody osobnik o długości 30 cm został sfilmowany przez zespół naukowców pod kierownictwem University of Essex w pobliżu wysp Sandwich Południowy na głębokości 600 m[19].

## 15 kwietnia
- W Warszawie spłonęła XIX-wieczna, zabytkowa dzwonnica znajdująca się obok Konkatedry Matki Bożej Zwycięskiej[20].
- Witryna 4chan stała się celem ataku hakerskiego, w wyniku czego przestała działać. Kod źródłowy strony, nazwy użytkowników, adresy IP i adresy e-mail jej pracowników wyciekły do sieci za pośrednictwem prawicowego imageboardu Soyjak.party[21][22].

## 14 kwietnia
- Rakieta nośna New Shepard należąca do amerykańskiej firmy Blue Origin wykonuje suborbitalny lot kosmiczny, wynosząc sześć kosmicznych turystek w przestrzeń kosmiczną pierwszy raz od czasu misji Wostok 6 przeprowadzonej w 1963 roku, której pilotką była Walentina Tierieszkowa[23][24].
- Według oficjalnych danych populacja obywateli Japonii spadła do rekordowo niskiego poziomu 120,3 miliona w październiku 2024 roku, po 14-letnim trendzie rekordowo niskich liczb i największym spadku od rozpoczęcia pomiarów w 1950 roku[25][26].

## 13 kwietnia
- Inwazja Rosji na Ukrainę: Dwie rosyjskie rakiety balistyczne Iskander-M przenoszące amunicję kasetową uderzyły w centrum Sum na Ukrainie, zabijając co najmniej 34 osoby, w tym dwoje dzieci, i raniąc 117 kolejnych, w tym 15 dzieci[27][28][29].
- W Warszawie przeszedł XVIII Katyński Marsz Cieni[30].

## 12 kwietnia
- W Warszawie odbył się marsz z okazji 1000-lecia Królestwa Polskiego i 500-lecia hołdu pruskiego[31].

## 11 kwietnia
- Katastrofa budowlana w Santo Domingo: Zakończyła się akcja ratunkowa w miejscu zawalenia się klubu nocnego „Jet Set” w Santo Domingo w Dominikany. Zgłoszono 221 ofiar śmiertelnych i 255 rannych[32][33].

## 10 kwietnia
- Śmigłowiec wycieczkowy Bell 206 rozbił się w rzece Hudson u wybrzeży Dolnego Manhattanu w Nowym Jorku w Stanach Zjednoczonych. Zginęło sześć osób na pokładzie, w tym pięcioosobowa rodzina z Hiszpanii i pilot[34].

## 9 kwietnia
- Wybory parlamentarne w Niemczech w 2025 roku: Friedrich Merz ogłosił utworzenie wielkiej koalicji rządowej między CDU/CSU i Socjaldemokratyczną Partią Niemiec, aby wyeliminować skrajnie prawicową Alternatywę dla Niemiec[35].

## 8 kwietnia
- Katastrofa budowlana w Santo Domingo: Co najmniej 124 osoby zginęły, w tym byli zawodnicy Major League Baseball Tony Blanco i Octavio Dotel, a 160 zostało rannych, gdy dach klubu nocnego „Jet Set” w Santo Domingo w Dominikanie zawalił się w trakcie występu piosenkarki merengue Rubby Pérez, która również była jedną z ofiar śmiertelnych[36][37].

## 7 kwietnia
- Wskrzeszanie wymarłych gatunków: Firma Colossal Biosciences ogłosiła, że wyhodowała trzy genetycznie zmodyfikowane szczenięta wilków, których cechy anatomiczne zbliżone są do cech wymarłych wilków strasznych[38][39].
- W Wielkiej Brytanii ogłoszono pierwsze narodziny dziecka, którego matką była kobieta z przeszczepioną macicą. Dziewczynka, urodzona w Queen Charlotte's and Chelsea Hospital w Londynie przez 36-letnią kobietę, jest podobno zdrowa[40].

## 6 kwietnia
- Rosyjski hokeista Aleksandr Owieczkin podczas meczu New York Islanders-Washington Capitals zdobył 895. bramkę w lidze NHL, tym samym wyprzedził na liście wszech czasów Wayne'a Gretzky'ego, który dzierżył tytuł samodzielnego rekordzisty od 23 marca 1994 roku[41][42].

## 5 kwietnia
- Papież Franciszek mianował biskupa Arkadiusza Okroja, dotychczasowego biskupa pomocniczego diecezji pelplińskiej, biskupem toruńskim[43].
- Odbyła się gala muzyki rozrywkowej w ramach 31. edycji polskich nagród muzycznych Fryderyków, przyznawanych przez Akademię Fonograficzną[44].

## 4 kwietnia
- Inwazja Rosji na Ukrainę: 
  - Rosyjski atak (za pomocą rakiet balistycznych i amunicji kasetowej) na dzielnicę mieszkalną w Krzywym Rogu na Ukrainie zabił 19 osób, w tym 19 dzieci, i ranił ponad 72 kolejne. Rosyjskie Ministerstwo Obrony stwierdziło, że celem ataku była koncentracja wojsk ukraińskich w mieście[45][46][47].
  - Pięć osób zginęło, w tym dziecko, a 35 zostało rannych w wyniku ataku rosyjskiego drona na obszar mieszkalny w rejonie nowobawarskim w Charkowie na Ukrainie[48].
- Pożar w klubie nocnym w Koczani: Liczba ofiar śmiertelnych pożaru, który wybuchł w klubie nocnym w Koczani w Macedonii Północnej w marcu 2025 roku, wzrosła do 60 osób. Jedna osoba, która doznała poparzeń, zmarła w szpitalu[49].

## 2 kwietnia
- Archeolodzy z Muzeum Wiedeńskiego ogłosili odkrycie masowego grobu w dzielnicy Simmering w Wiedniu w Austrii. Znajdowały się w nim ciała ok. 150 żołnierzy rzymskich z I wieku n.e., którzy prawdopodobnie zginęli w bitwie[50][51].

## 1 kwietnia
- Aktywność sejsmiczna wzrosła w pobliżu Grindavík na Islandii. Islandzkie Biuro Meteorologiczne poinformowało, że doszło do erupcji wulkanu i zarejestrowano trzęsienie ziemi. Osoby odwiedzające uzdrowisko Bláa Lónið zostały szybko ewakuowane[52].
- Prywatny lot kosmiczny: Firma SpaceX po raz pierwszy pomyślnie wysłała czterech ludzi na orbitę biegunową Ziemi w ramach misji kosmicznej Fram2. Podróż potrwa od 3 do 5 dni[53].